# Karlče
Karlče – wieś w Słowenii, w gminie Kostanjevica na Krki. W 2018 roku liczyła 9 mieszkańców.